# Eleição presidencial no Brasil em 1998
A eleição presidencial de 1998 no Brasil foi realizada em um domingo, 4 de outubro de 1998. Foi a terceira eleição presidencial do país após a promulgação Constituição Federal de 1988. Pouco antes desse pleito foi aprovado um projeto de emenda constitucional permitindo a reeleição aos ocupantes de cargos no Poder Executivo. Muito se discutiu sobre a constitucionalidade deste projeto e, posteriormente, dois parlamentares da base aliada do governo, ambos do Acre, admitiram ter vendido seus votos pela aprovação da emenda.
Controvérsias a parte, o presidente Fernando Henrique Cardoso, amparado por uma coligação que incluía os três maiores partidos da época – o Partido da Social Democracia Brasileira (PSDB), o Partido da Frente Liberal (PFL, atual União Brasil) e o Partido do Movimento Democrático Brasileiro (PMDB, atual MDB), que ofereceu seu apoio informal ao PSDB – foi reeleito em primeiro turno com cerca de 53% dos votos válidos. Em segundo lugar ficou Luiz Inácio Lula da Silva do Partido dos Trabalhadores (PT) com quase 32% dos votos. Ciro Gomes, então membro do Partido Popular Socialista (PPS, atual Cidadania), veio em terceiro lugar, com mais de 7 milhões de votos (quase 11% do total). Esta eleição trouxe o uso das urnas eletrônicas, que seriam utilizadas em todos os municípios no pleito seguinte.
A disputa pela presidência em 1998 contou com doze candidatos, o maior número da história do país desde a eleição de 1989, quando mais do que o dobro de candidaturas foram lançadas. O número de concorrentes poderia subir para quinze, caso a candidatura do ex-presidente cassado Fernando Collor de Mello (PRN, atual Agir) não fosse revogada pela Justiça Eleitoral e se Oswaldo Souza Oliveira (PRP) e João Olivar Farias (PAN)[carece de fontes?] não tivessem desistido. Com a desistência deste último, o PAN decidiu apoiar Ciro Gomes. Esta eleição também ficou marcada por trazer a segunda mulher candidata ao cargo máximo da República que não teve sua candidatura indeferida: Thereza Ruiz, do Partido Trabalhista Nacional (PTN, atual Podemos), que substituiu Dorival Masci de Abreu.
Até a última eleição presidencial, em 2022, o feito de ganhar uma eleição presidencial em primeiro turno não foi repetido.

## Antecedentes
Fernando Henrique Cardoso havia assumido a presidência da República em 1 de janeiro de 1995, após derrotar Luiz Inácio Lula da Silva, seu principal concorrente, no primeiro turno com mais de 30 milhões de votos. FHC havia fundamentado sua primeira campanha presidencial no então recém-lançado Plano Real e na promessa de estabilizar a economia do país. De fato, o plano surtiu efeito, conseguindo debelar os exorbitantes índices de inflação, estabilizando o câmbio e aumentando o poder aquisitivo da população, sem choques nem congelamento de preços.
| Resultados do 1º Turno das Eleições Presidenciais Brasileiras - 1998 | Resultados do 1º Turno das Eleições Presidenciais Brasileiras - 1998 | Resultados do 1º Turno das Eleições Presidenciais Brasileiras - 1998 | Resultados do 1º Turno das Eleições Presidenciais Brasileiras - 1998 | Resultados do 1º Turno das Eleições Presidenciais Brasileiras - 1998 |
| -------------------------------------------------------------------- | -------------------------------------------------------------------- | -------------------------------------------------------------------- | -------------------------------------------------------------------- | -------------------------------------------------------------------- |
|                                                                      |                                                                      |                                                                      |                                                                      | Porcentagem(%)                                                       |
| FHC                                                                  | FHC                                                                  |                                                                      | 53,06%                                                               | 53,06%                                                               |
| Lula                                                                 | Lula                                                                 |                                                                      | 31,71%                                                               | 31,71%                                                               |
| Ciro                                                                 | Ciro                                                                 |                                                                      | 10,97%                                                               | 10,97%                                                               |
| Enéas                                                                | Enéas                                                                |                                                                      | 2,14%                                                                | 2,14%                                                                |
| Ivan Frota                                                           | Ivan Frota                                                           |                                                                      | 0,37%                                                                | 0,37%                                                                |
| Sirkis                                                               | Sirkis                                                               |                                                                      | 0,31%                                                                | 0,31%                                                                |
| João de Deus                                                         | João de Deus                                                         |                                                                      | 0,29%                                                                | 0,29%                                                                |
| Eymael                                                               | Eymael                                                               |                                                                      | 0,25%                                                                | 0,25%                                                                |
| Thereza Ruiz                                                         | Thereza Ruiz                                                         |                                                                      | 0,25%                                                                | 0,25%                                                                |
| Sérgio Bueno                                                         | Sérgio Bueno                                                         |                                                                      | 0,18%                                                                | 0,18%                                                                |
| Vasco Azevedo                                                        | Vasco Azevedo                                                        |                                                                      | 0,16%                                                                | 0,16%                                                                |

No primeiro dia de seu governo entrou em vigor o Tratado de Assunção, assinado ainda no governo Collor, que visava à implementação do Mercosul, uma área de livre comércio entre Brasil, Argentina, Uruguai e Paraguai. Além disso, o primeiro governo FHC foi marcado por reformas políticas e econômicas, como a quebra dos monopólios estatais do petróleo e das telecomunicações, a reforma da Previdência Social e a alteração no conceito de empresa nacional. Embora aprovadas, as reformas governistas encontraram grande resistência por parte da oposição, que criticou ferozmente a privatização de empresas como a Vale do Rio Doce e a emenda constitucional que possibilitou a reeleição dos ocupantes de cargos no Poder Executivo.
Apesar das vitórias políticas, o governo precisou impor medidas para desaquecer a demanda interna e equilibrar a balança comercial, o que acabou por fazer o desemprego crescer e a economia dar sinais de recessão. As áreas da saúde, educação e reforma agrária também sofreram grandes crises. Com isso, a campanha de reeleição de FHC baseou-se na ideia de que a continuidade do governo era fundamental para que a estabilização atingisse outros setores, estabelecendo metas para as áreas de saúde, agricultura, emprego, educação e segurança.

### Campanha
A candidatura de Fernando Henrique foi apoiada por uma coligação de partidos de centro-direita. Além do PSDB, PFL (atual União Brasil), PPB (antiga ARENA e atual Progressistas) e PTB (atual PRD) contou com o apoio informal da maior parte dos membros do Partido do Movimento Democrático Brasileiro (PMDB, atual MDB). Desta forma, a coligação foi formada pelos principais partidos surgidos da Aliança Renovadora Nacional (PFL e PPB), bem como os grupos mais fortes saídos do Movimento Democrático Brasileiro (PMDB e PSDB), formando a maior coligação eleitoral da história moderna brasileira.
FHC recusou-se a participar dos debates televisionados com os demais candidatos, alegando que sua atenção estava voltada para a crise internacional. A eleição acabou não tendo nenhum debate entre os candidatos.

## Candidatos

### União, Trabalho e Progresso(PSDB,PFL,PPB,PTB,PSD)
| Fernando Henrique Cardoso                        | Marco Maciel                                          |
| Para presidente                                  | Para vice-presidente                                  |
|                                                  |                                                       |
| 34° Presidente da República do Brasil(1995-2003) | 22° Vice-presidente da República do Brasil(1995-2003) |

Nota: a tabela a seguir está organizada por ordem alfabética de candidatos.
| Presidente                           | Presidente | Presidente | Cargo político anterior                                             | Vice-presidente        | Vice-presidente | Vice-presidente | Coligação                                              | Número eleitoral | Tempo de horário eleitoral |
| Candidato                            | Partido    | Partido    | Cargo político anterior                                             | Candidato              | Partido         | Partido         | Coligação                                              | Número eleitoral | Tempo de horário eleitoral |
| ------------------------------------ | ---------- | ---------- | ------------------------------------------------------------------- | ---------------------- | --------------- | --------------- | ------------------------------------------------------ | ---------------- | -------------------------- |
| Alfredo Sirkis (Campanha)            |            | PV         | Secretário Municipal do Meio Ambiente do Rio de Janeiro (1994-1996) | Carla Piranda Rabello  |                 | PV              | Sem coligação                                          | 43               | 38 segundos                |
| Ciro Gomes (Campanha)                |            | PPS        | Ministro da Fazenda do Brasil (1994–1995)                           | Roberto Freire         |                 | PPS             | Brasil Real e Justo (PPS, PL, PAN)                     | 23               | 1 minuto e 12 segundos     |
| Enéas Carneiro (Campanha)            |            | PRONA      | Sem cargo político anterior                                         | Irapuan Teixeira       |                 | PRONA           | Sem coligação                                          | 56               | 36 segundos                |
| Fernando Henrique Cardoso (Campanha) |            | PSDB       | Presidente do Brasil (1995-2003)                                    | Marco Maciel           |                 | PFL             | União, Trabalho e Progresso (PSDB, PFL, PPB, PTB, PSD) | 45               | 11 minutos e 48 segundos   |
| Ivan Frota (Campanha)                |            | PMN        | Sem cargo político anterior                                         | João Ferreira da Silva |                 | PMN             | Sem coligação                                          | 33               | 45 segundos                |
| João de Deus (Campanha)              |            | PTdoB      | Sem cargo político anterior                                         | Nanci Pillar           |                 | PTdoB           | Sem coligação                                          | 70               | 36 segundos                |
| José Maria Eymael (Campanha)         |            | PSDC       | Deputado federal por São Paulo (1986-1995)                          | Josmar Alderete        |                 | PSDC            | Sem coligação                                          | 27               | 36 segundos                |
| Luiz Inácio Lula da Silva (Campanha) |            | PT         | Deputado federal por São Paulo (1987-1991)                          | Leonel Brizola         |                 | PDT             | União do Povo Muda Brasil (PT, PDT, PSB, PCdoB, PCB)   | 13               | 5 minutos e 1 segundo      |
| Sérgio Bueno (Campanha)              |            | PSC        | Sem cargo político anterior                                         | Ronald Azaro           |                 | PSC             | Sem coligação                                          | 20               | 43 segundos                |
| Thereza Ruiz (Campanha)              |            | PTN        | Sem cargo político anterior                                         | Eduardo Gomes          |                 | PTN             | Sem coligação                                          | 19               | 36 segundos                |
| Vasco Azevedo Neto (Campanha)        |            | PSN        | Deputado federal pela Bahia (1971-1989)                             | Alexandre Santos       |                 | PSN             | Sem coligação                                          | 31               | 36 segundos                |
| Zé Maria (Campanha)                  |            | PSTU       | Sem cargo político anterior                                         | José Galvão de Lima    |                 | PSTU            | Sem coligação                                          | 16               | 36 segundos                |

### Candidaturas indeferidas
| Presidente             | Presidente | Cargo Político Anterior               | Vice-Presidente                 | Vice-Presidente                 | Coligação                      | Número Eleitoral |
| ---------------------- | ---------- | ------------------------------------- | ------------------------------- | ------------------------------- | ------------------------------ | ---------------- |
| Candidato              | Partido    | Cargo Político Anterior               | Candidato                       | Partido                         | Renova Brasil (PRN, PST, PRTB) | 36               |
| Fernando Collor        | PRN        | 32.º Presidente do Brasil (1990-1992) | Sem Informação (PRN, PST, PRTB) | Sem Informação (PRN, PST, PRTB) | Renova Brasil (PRN, PST, PRTB) | 36               |
| Oswaldo Souza Oliveira | PRP        | Sem Cargo Político Anterior           | Sem Informação (PRP)            | Sem Informação (PRP)            | Sem coligação                  | 44               |
| João Olivar Farias     | PAN        | Sem Cargo Político Anterior           | Sem Informação (PAN)            | Sem Informação (PAN)            | Sem coligação                  | 26               |

### Resultado

Estados onde FHC obteve maior votação
Estados onde Lula obteve maior votação
Estado onde Ciro obteve maior votação

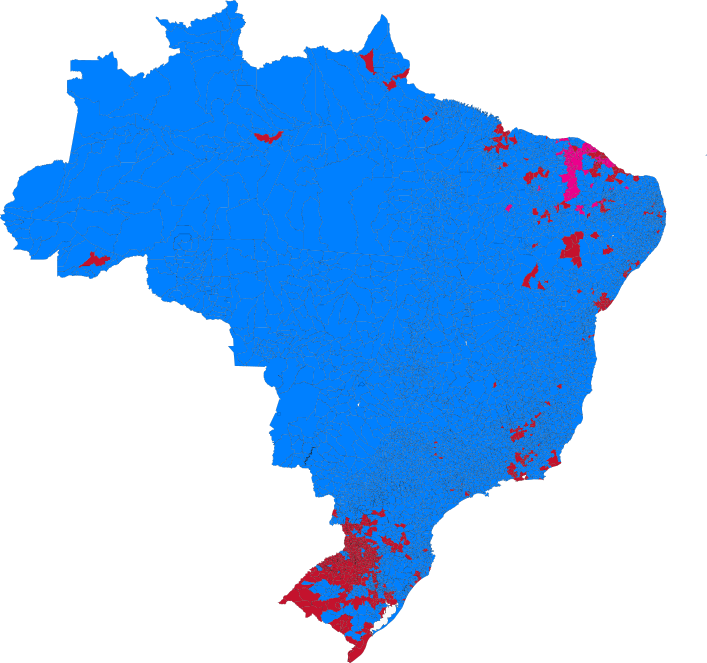
Mapa do Primeiro Turno por munícipio, sendo azul os, munícipios ganhos por Fernando Henrique Cardoso; os munícipios em vermelho, os que foram ganhos por Luiz Inácio Lula da Silva; e os munícipios em rosa, os que foram ganhos por Ciro Gomes.

| Candidato(a)                     | Vice                            | Primeiro turno 4 de outubro de 1998        | Primeiro turno 4 de outubro de 1998        |
| Candidato(a)                     | Vice                            | Votação Fonte: TSE (Candidatos/Resultados) | Votação Fonte: TSE (Candidatos/Resultados) |
| Candidato(a)                     | Vice                            | Total                                      | Percentagem                                |
| -------------------------------- | ------------------------------- | ------------------------------------------ | ------------------------------------------ |
| Fernando Henrique Cardoso (PSDB) | Marco Maciel (PFL)              | 35 936 382                                 | 53,06%                                     |
| Luiz Inácio Lula da Silva (PT)   | Leonel Brizola (PDT)            | 21 475 211                                 | 31,71%                                     |
| Ciro Gomes (PPS)                 | Roberto Freire (PPS)            | 7 426 187                                  | 10,97%                                     |
| Enéas Carneiro (PRONA)           | Irapuan Teixeira (PRONA)        | 1 447 089                                  | 2,14%                                      |
| Ivan Frota (PMN)                 | João Ferreira da Silva (PMN)    | 251 336                                    | 0,37%                                      |
| Alfredo Sirkis (PV)              | Carla Piranda Rabello (PV)      | 212 983                                    | 0,32%                                      |
| José Maria de Almeida (PSTU)     | José Galvão de Lima (PSTU)      | 202 659                                    | 0,30%                                      |
| João de Deus (PTdoB)             | Nanci Pilar (PTdoB)             | 198 915                                    | 0,29%                                      |
| José Maria Eymael (PSDC)         | Jormar Oliveira Alderete (PSDC) | 171 831                                    | 0,25%                                      |
| Thereza Ruiz (PTN)               | Eduardo Gomes (PTN)             | 166 138                                    | 0,25%                                      |
| Sérgio Bueno (PSC)               | Ronald Abrahão Azaro (PSC)      | 124 569                                    | 0,18%                                      |
| Vasco Azevedo Neto (PSN)         | Alexandre José dos Santos (PSN) | 109 003                                    | 0,16%                                      |
| Total de votos válidos           | Total de votos válidos          | 67 722 303                                 | 81,30%                                     |
| Votos em branco                  | Votos em branco                 | 6 688 379                                  | 8,03%                                      |
| Votos nulos                      | Votos nulos                     | 8 887 091                                  | 10,67%                                     |
| Total                            | Total                           | 83 297 773                                 | 78,51%                                     |
| Abstenções                       | Abstenções                      | 22 802 802                                 | 21,49%                                     |
| Total de inscritos               | Total de inscritos              | 106 100 575                                | 62,22%                                     |
| População nacional estimada      | População nacional estimada     | 170 516 482                                | 100%                                       |

| Partido | Partido | Candidato | Votos      | Votos (%) |
| ------- | ------- | --------- | ---------- | --------- |
|         | PSDB    | FHC       | 35 936 382 | 53,06%    |
|         | PT      | Lula      | 21 475 211 | 31,71%    |
|         | PPS     | Ciro      | 7 426 187  | 10,97%    |
|         | PRONA   | Enéas     | 1 447 089  | 2,14%     |
|         | PMN     | Ivan      | 251 336    | 0,37%     |
|         | PV      | Sirkis    | 212 983    | 0,31%     |
|         | PSTU    | Zé        | 202 659    | 0,3%      |
|         | PTdoB   | João      | 198 915    | 0,29%     |
|         | PSDC    | Eymael    | 171 831    | 0,25%     |
|         | PTN     | Thereza   | 166 138    | 0,25%     |
|         | PSC     | Bueno     | 124 569    | 0,18%     |
|         | PSN     | Azevedo   | 109 003    | 0,16%     |
| Totais  | Totais  | Totais    | 67 722 303 |           |

### Resultados por estados
| Estados/distritos vencidos por Fernando Henrique Cardoso |
| Estados/distritos vencidos por Luiz Inácio Lula da Silva |
| Estados/distritos vencidos por Ciro Gomes                |

|                     | Fernando Henrique Cardoso PSDB | Fernando Henrique Cardoso PSDB | Luiz Inácio Lula da Silva PT | Luiz Inácio Lula da Silva PT | Ciro Gomes PPS | Ciro Gomes PPS | Outros vários | Outros vários | Margem    | Margem | Total      |
| State               | #                              | %                              | #                            | %                            | #              | %              | #             | %             | #         | %      | #          |
| ------------------- | ------------------------------ | ------------------------------ | ---------------------------- | ---------------------------- | -------------- | -------------- | ------------- | ------------- | --------- | ------ | ---------- |
| Acre                | 90.363                         | 46,80%                         | 59.690                       | 30,91%                       | 26.909         | 13,93%         | 16.119        | 8,30%         | 33.673    | 15,89% | 193.081    |
| Alagoas             | 394.873                        | 54,79%                         | 161.584                      | 22,42%                       | 146.729        | 20,36%         | 17.467        | 2,39%         | 233.289   | 32,37% | 720.653    |
| Amazonas            | 452.076                        | 54,67%                         | 211.507                      | 25,58%                       | 128.811        | 15,57%         | 34.416        | 4,13%         | 240.569   | 29,09% | 826.810    |
| Amapá               | 68.277                         | 42,32%                         | 62.394                       | 38,67%                       | 25.349         | 15,71%         | 5.298         | 3,25%         | 5.883     | 3,65%  | 161.318    |
| Bahia               | 1.977.643                      | 50,91%                         | 1.372.790                    | 35,34%                       | 327.920        | 8,44%          | 205.655       | 5,26%         | 604.853   | 15,57% | 3.884.008  |
| Ceará               | 804.969                        | 30,30%                         | 872.290                      | 32,84%                       | 909.402        | 34,23%         | 37.112        | 1,39%         | 69.442    | 2,57%  | 2.623.773  |
| Distrito Federal    | 391.201                        | 40,44%                         | 287.579                      | 29,73%                       | 265.838        | 27,48%         | 22.524        | 2,30%         | 103.622   | 10,71% | 967.142    |
| Espírito Santo      | 814.535                        | 64,74%                         | 263.636                      | 20,95%                       | 134.675        | 10,70%         | 45.165        | 3,54%         | 550.899   | 43,79% | 1.258.011  |
| Goiás               | 1.247.510                      | 65,95%                         | 371.175                      | 19,62%                       | 195.851        | 10,35%         | 76.865        | 4,02%         | 876.335   | 46,33% | 1.891.401  |
| Maranhão            | 736.042                        | 48,62%                         | 444.912                      | 29,39%                       | 246.268        | 16,26%         | 86.487        | 5,67%         | 291.130   | 19,23% | 1.513.709  |
| Minas Gerais        | 4.225.240                      | 55,67%                         | 2.129.100                    | 28,05%                       | 883.377        | 11,64%         | 351.080       | 4,58%         | 2.096.140 | 27,62% | 7.588.797  |
| Mato Grosso         | 663.773                        | 73,09%                         | 149.462                      | 16,46%                       | 67.668         | 7,45%          | 27.150        | 2,95%         | 514.311   | 56,63% | 908.053    |
| Mato Grosso do Sul  | 520.471                        | 61,25%                         | 210.120                      | 24,73%                       | 89.951         | 10,58%         | 29.128        | 3,39%         | 310.351   | 36,52% | 849.670    |
| Pará                | 1.020.868                      | 56,81%                         | 530.722                      | 29,53%                       | 165.670        | 9,22%          | 79.578        | 4,39%         | 490.146   | 27,28% | 1.796.838  |
| Paraíba             | 541.067                        | 45,25%                         | 402.293                      | 33,65%                       | 191.878        | 16,05%         | 60.242        | 5%            | 138.774   | 11,60% | 1.195.480  |
| Pernambuco          | 1.637.394                      | 57,22%                         | 890.971                      | 31,13%                       | 212.168        | 7,41%          | 120.819       | 4,19%         | 746.424   | 26,09% | 2.861.352  |
| Piauí               | 482.649                        | 48,09%                         | 270.465                      | 26,94%                       | 185.997        | 18,53%         | 64.523        | 6,39%         | 212.184   | 21,15% | 1.003.634  |
| Paraná              | 2.492.531                      | 59,24%                         | 1.168.853                    | 27,78%                       | 400.966        | 9,53%          | 144.558       | 3,41%         | 1.323.678 | 31,46% | 4.206.908  |
| Rio de Janeiro      | 2.848.277                      | 42,27%                         | 2.851.274                    | 42,32%                       | 708.279        | 10,51%         | 329.558       | 4,85%         | 2.997     | 0,05%  | 6.737.388  |
| Rio Grande do Norte | 525.842                        | 50,71%                         | 267.883                      | 25,83%                       | 193.496        | 18,33%         | 49.560        | 4,75%         | 257.959   | 24,88% | 1.036.781  |
| Rio Grande do Sul   | 2.036.805                      | 40,59%                         | 2.460.551                    | 49,04%                       | 277.866        | 5,53%          | 241.684       | 4,77%         | 423.746   | 8,45%  | 5.016.906  |
| Rondônia            | 323.743                        | 66,40%                         | 103.927                      | 21,31%                       | 39.398         | 8,08%          | 20.461        | 4,15%         | 219.816   | 45,09% | 487.529    |
| Roraima             | 71.768                         | 61,92%                         | 20.601                       | 17,77%                       | 20.138         | 17,37%         | 3.389         | 2,89%         | 51.167    | 44,15% | 115.896    |
| Santa Catarina      | 1.255.253                      | 49,42%                         | 929.698                      | 36,60%                       | 252.659        | 9,94%          | 101.982       | 3,98%         | 325.555   | 12,82% | 2.539.592  |
| Sergipe             | 297.243                        | 47,37%                         | 221.565                      | 35,31%                       | 71.233         | 11,35%         | 37.448        | 5,93%         | 75.678    | 12,06% | 627.489    |
| São Paulo           | 9.736.728                      | 59,88%                         | 4.688.677                    | 28,83%                       | 1.208.718      | 7,43%          | 624.695       | 3,79%         | 5.048.051 | 31,05% | 16.258.818 |
| Tocantins           | 265.393                        | 66,67%                         | 66.607                       | 16,73%                       | 47.566         | 11,95%         | 18.454        | 4,60%         | 198.786   | 49,94% | 398.020    |

Fonte: Resultado da eleição de 1998, Tribunal Superior Eleitoral.

#### Estados vencidos com menor diferença
Em azul são os estados vencidos por Fernando Henrique Cardoso, em vermelho são os estados vencidos por Luiz Inácio Lula da Silva e em amarelo são os estados vencidos por Ciro Gomes.
Estados onde a margem de vitória foi por menos de 5%:
1. Rio de Janeiro 0,05%
2. Ceará 2,57%
3. Amapá 3,65%

#### Estados vencidos com maior diferença
Estados onde a margem de vitória foi por mais de 30%:
1. Mato Grosso 56,63%
2. Tocantins 49,94%
3. Goiás 46,33%
4. Rondônia 45,09%
5. Roraima 44,15%
6. Espírito Santo 43,79%
7. Mato Grosso do Sul 36,52%
8. Alagoas 32,37%
9. Paraná 31,46%
10. São Paulo 31,05%